# Boro Match
Boro Match (bengalisch বড় ম্যাচ baṛa myāc, dt. großes Match) ist die Bezeichnung für das Derby zwischen den Fußballvereinen Mohun Bagan und East Bengal in der indischen Stadt Kalkutta. Es handelt sich um eine der traditionsreichsten Rivalitäten im asiatischen Fußball.
In kultureller Hinsicht gleicht das Derby dem Old Firm, der Auseinandersetzung zwischen  Celtic Glasgow und Glasgow Rangers. Hier wie da ist die Rivalität nicht nur durch sportliche Aspekte gekennzeichnet, sondern auch ein „Duell der Einheimischen gegen Immigranten“, wobei diese in beiden Fällen schwerpunktmäßig auch noch unterschiedliche Religionszugehörigkeiten haben.

## Geschichte
Mohun Bagan, auch als Mariners bezeichnet, wurde bereits 1889 gegründet und ist einer der ältesten Vereine Asiens. Er wird traditionell vor allem von den Indern im Bundesstaat Westbengalen unterstützt, hat aber Fans in allen Teilen des Landes und gilt in dem Vielvölkerstaat Indien als Verein der Hindus. Sein 1920 gegründeter Rivale East Bengal, die Red & Gold Brigade, repräsentierte ursprünglich den östlichen Teil Bengalens und wird traditionell von den zahlreichen Einwanderern aus Bangladesch unterstützt. Bangladesch bedeutet in der Landessprache „Land der Bengalen“ und etwa 90 Prozent der Bangladescher sind Muslime. Dies macht die zumindest ursprüngliche Brisanz dieses Derbys deutlich.

## Derbybilanz
Die intensive Rivalität begann 1925, als East Bengal sich im Rahmen eines Meisterschaftsspiels der regionalen IFA League mit 1:0 durchsetzen konnte. Bisher kam es zu 301 Derbys, von denen East Bengal 112 gewann. Mohun Bagan konnte sich 85 Mal durchsetzen und 104 Spiele endeten unentschieden. Das Torverhältnis spricht mit 273:227 ebenfalls zu Gunsten von East Bengal. (Stand 25. Juni 2012)